# Mohamed Bacar
Mohamed Bacar, né le 5 mai 1962 à Barakani sur l'île d'Anjouan est un militaire et homme politique comorien.
Élu président de l'île d'Anjouan (en)le 31 mars 2002 et réélu en 2007, son second mandat n'a pas été reconnu par L'union des Comores. Un conflit politique s'est ensuivi entre l'Union et l'État insulaire, culminant un an plus tard à une intervention militaire conjointe de l'Armée nationale de développement des Comores et de l'Union africaine pour le destituer.

## Des études à la présidence d'Anjouan
Mohamed Bacar est le Cadet d'une famille nombreuse. Après son Baccalauréat, il suit une formation à l'École navale de Brest. De retour aux Comores, il devient responsable de la gendarmerie et suit divers stages de perfectionnement aux États-Unis et en France.
En juillet 1997, il est nommé commandant de gendarmerie à Anjouan, puis commandant en chef de la gendarmerie d’Anjouan en août 1997, alors que des mouvements insurrectionnels et séparatistes(Crise séparatiste des Comores) secouent l'îles. Avec le soutien du lieutenant-colonel Said Abeid Abdérémane, Bacar participe au mouvement visant à repousser les soldats du Président Mohamed Taki Abdoulkarim, tentant de mater la rébellion anjouanaise. Il conserve ses fonctions sous la présidence d'Abeid, élu en août 1999, mais participe à un coup d'État contre ce dernier, organisé par la gendarmerie le 9 août 2001.
Devenu colonel, Mohamed Bacar s'implique activement dans la vie politique de l'île. Le 25 septembre 2001, un triumvirat de trois colonels, dont Bacar, prend le pouvoir et organise avec le parrainage de la communauté internationale les élections de 2002 qu'il remportera.
Bacar est un acteur clé de l'accord de réconciliation du 17 février 2001, Donnant naissance à l'union des Comores avec une nouvelle constitution accordant une large autonomie aux îles.

## Les controverses de la réélection de 2007
Les résultats des élections 2007, qu'il remporte dès le premier tour, sont contestés par les Comores, alors présidées par Ahmed Abdallah Sambi, et par  l'Union africaine.
Bacar s'oppose au président Sambi en dénonçant les nombreuses irrégularités dirigées contre l'état Anjouanais. À partir de 2007, son régime est accusé de violations des droits de l'homme, incluant des actes de torture, des arrestations arbitraires et des exécutions extra-judiciaires.
Il est à noter toutefois que de nombreuses années après les faits, Bacar n'a fait l'objet d'aucune poursuite judiciaire. Ses détracteurs auraient maquillé des personnes, les faisant passer pour blessées afin de tromper la communauté internationale. Bacar a élu domicile au Bénin, pays membre de l'Union africaine, organisation qui a fourni des hommes et des armes pour le destituer, sans qu'il soit inquiété par une juridiction comorienne ou internationale.

## La chute de Bacar
Le 25 mars 2008, une intervention militaire de l'Armée nationale de développement des Comores et de l'Union africaine, appuyée par la France, permet la reprise du contrôle militaire de l'île. Des exactions et atteintes à la dignité humaine sont commises contre la famille, les proches de Bacar et toute personne soupçonnée de le soutenir. Beaucoup ont été arrêtés par monsieur Sambi, torturés et emprisonnés parfois plusieurs mois puis libérés en violation de leurs droits.
Certains ont été jugés et relaxés à Anjouan et Moroni. Leur séquestration a tout de même continué jusqu'à ce qu'ils s'évadent de leur gêoles pour se réfugier à Mayotte. D'autres ont simplement été torturés et sont morts des suites de leurs blessures à l'instar de Foundi Bagoulam de Mirontsi.
Le colonel Bacar ayant pris la fuite en direction de l'île française de Mayotte. Accompagné de 23 soldats (sa garde-rapprochée), il a demandé l'asile politique à la France qui l'a transféré à La Réunion et a étudié le dossier. Il est jugé le 29 mars pour « séjour sans titre, importation, port et transport d'armes prohibées », et bénéficie d'une relaxe pour vice de forme, mais reste sous contrôle judiciaire.
Le 6 avril 2008, le tribunal administratif de Saint-Denis-de-La-Réunion a rejeté son recours contre l'arrêté préfectoral de reconduite à la frontière. Sa demande d'asile est rejetée le 6 mai. Le 5 juin 2008, il est condamné, ainsi que ses 23 compagnons d'exil, à 3 mois de prison avec sursis pour « importation illégale d’armes » par la cour d'appel de la Réunion. Il est resté assigné à résidence dans une base militaire jusqu'au 19 juillet 2008, date à laquelle l'arrêté de reconduite à la frontière a été mis en exécution. Il se retrouve expulsé avec ses compagnons d'exil en direction du Bénin.
La Cour nationale du droit d'asile n'examine son recours que le 3 décembre 2008, rejetant celui-ci en affirmant notamment que les Forces armées anjouanaises (FGA) se sont rendues coupables d'exactions et de violations des droits de l'homme et « qu’il existe des raisons sérieuses de penser que le requérant, en raison de ses fonctions de chef d’État et de chef des FGA, s’est rendu coupable, à tout le moins en les couvrant de son autorité, d'agissements contraires aux buts et aux principes des Nations unies » (art. 1er F de la Convention de Genève).
L'état comorien a émis un mandat d'arrêt internationale à l'encontre de Bacar et ses proches. Pour cela, il a demandé son extradition vers les Comores lorsqu'il se trouvait à La Réunion, en s'attachant les services du célèbre avocat français maître Jacques Vergès. Cette demande a été rejetée, car l'état comorien n'a pu apporter la preuve des accusations portées contre Bacar. De plus, les juges Français ont considéré qu'il y avait des raisons sérieuses de penser que son retour aux comores pourraient lui voir appliquer la peine de mort notamment en raison des graves exactions commises à l'encontre de sa famille et de ses proches.

## Polémique
En mettant à disposition des militaires et des hélicoptères, l'État français participe à la recherche de Mohamed Bacar aux côtés des Comores.
De nombreuses questions restent en suspens sur sa fuite vers l'île de Mayotte. Alors que tout l'archipel des Comores est à sa recherche, le colonel Bacar se serait enfui muni d'armes à feu sur une embarcation qui serait passée inaperçue malgré la présence de radars à Mayotte et de la surveillance des cotes par l'armée Comorienne.
Cette question est d'autant plus troublante qu'il est arrêté pour « importation illégale d’armes » à la Réunion après avoir entamé des démarches pour tenter d'obtenir l'asile politique en France.
Les démarches n'ayant pas abouti, Mohamed Bacar est accueilli en asile au Bénin sous couvert de l'Union Africaine.